# Nacht van Woerden
Le Nacht van Woerden est une compétition de cyclo-cross disputée à Woerden, aux Pays-Bas.

## Palmarès

### Hommes
| Année     | Vainqueur           | Deuxième               | Troisième             |
| --------- | ------------------- | ---------------------- | --------------------- |
| 2000      | Erwin Vervecken     | Mario De Clercq        | Tom Vannoppen         |
| 2001      | Bart Wellens        | Sven Nys               | Erwin Vervecken       |
| 2002      | Richard Groenendaal | Bart Wellens           | Sven Nys              |
| 2003      | Bart Wellens        | Ben Berden             | Peter Van Santvliet   |
| 2004      | Sven Nys            | Erwin Vervecken        | Camiel van den Bergh  |
| 2005      | Richard Groenendaal | Erwin Vervecken        | Eddy van IJzendoorn   |
| 2006      |                     |                        |                       |
| 2007      | Erwin Vervecken     | Christian Heule        | Richard Groenendaal   |
| 2008      | Klaas Vantornout    | Lars Boom              | Thijs Al              |
| 2009      | Sven Nys            | Gerben de Knegt        | Thijs Al              |
| 2010      | Tom Meeusen         | Bart Aernouts          | Gerben de Knegt       |
| 2011      | Bart Aernouts       | Lars van der Haar      | Dieter Vanthourenhout |
| 2012      | Bart Aernouts       | Bart Wellens           | Dieter Vanthourenhout |
| 2013      | Marcel Meisen       | Mike Teunissen         | Bart Aernouts         |
| 2014      | Thijs van Amerongen | Lars van der Haar      | Corné van Kessel      |
| 2015      | Lars van der Haar   | Marcel Meisen          | Stan Godrie           |
| 2016      | Lars van der Haar   | Stan Godrie            | Dieter Vanthourenhout |
| 2017      | Lars van der Haar   | David van der Poel     | Corné van Kessel      |
| 2018      | Lars van der Haar   | Corné van Kessel       | Joris Nieuwenhuis     |
| 2019      | Lars van der Haar   | Joris Nieuwenhuis      | Felipe Orts           |
| 2020-2021 | annulé              | annulé                 | annulé                |
| 2022      | Lars van der Haar   | Quinten Hermans        | Ryan Kamp             |
| 2023      | Lars van der Haar   | Laurens Sweeck         | Pim Ronhaar           |
| 2024      | Lars van der Haar   | Michael Vanthourenhout | David Haverdings      |

### Femmes
| Année     | Vainqueur         | Deuxième            | Troisième            |
| --------- | ----------------- | ------------------- | -------------------- |
| 2012      | Sanne van Paassen | Helen Wyman         | Sanne Cant           |
| 2013      | Marianne Vos      | Katherine Compton   | Helen Wyman          |
| 2014      | Ellen Van Loy     | Katherine Compton   | Helen Wyman          |
| 2015      | Pavla Havlíková   | Ellen Van Loy       | Sanne van Paassen    |
| 2016      | Lucinda Brand     | Alice Maria Arzuffi | Maud Kaptheijns      |
| 2017      | Helen Wyman       | Ellen Van Loy       | Ceylin Alvarado      |
| 2018      | Marianne Vos      | Ellen Van Loy       | Lucinda Brand        |
| 2019      | Maud Kaptheijns   | Laura Verdonschot   | Inge van der Heijden |
| 2020-2021 | annulé            | annulé              | annulé               |
| 2022      | Blanka Vas        | Marianne Vos        | Puck Pieterse        |
| 2023      | Fem van Empel     | Manon Bakker        | Zoe Bäckstedt        |
| 2023      | Lucinda Brand     | Marie Schreiber     | Fem van Empel        |